# Forel-Ule-schaal
De Forel-Ule-schaal is een methode om de kleur van waterlichamen bij benadering te bepalen. De methode wordt gebruikt in de limnologie en in de oceanografie. Door verschillende chemicaliën te mengen, wordt een standaard kleurenschaal geproduceerd in een reeks numeriek aangeduide flacons (genummerd van 1-21). Deze worden vergeleken met de kleur van het waterlichaam. Het resultaat is een kleurindex voor het waterlichaam die een indicatie geeft van de transparantie van het water en zo helpt bij het classificeren van grove biologische activiteit. De kleurgradaties komen overeen met de kleuren van open zee- en meerwater, zoals ze verschijnen aan een waarnemer aan wal, aan boord van een schip of vanuit de ruimte. De methode wordt gebruikt in combinatie met de Secchischijf die tot de helft van de Secchi-diepte is ondergedompeld.
De methode is ontwikkeld door François-Alphonse Forel en werd drie jaar later door de Duitse limnoloog Willi Ule uitgebreid met groenbruine tot colabruine kleuren. De Forel Ule-schaal, een kleurvergelijkingsschaal, is beschreven door Marcel Wernand en H.J. van der Woerd in "Spectrale analyse van de Forel-Ule Ocean-kleurvergelijkingsschaal. De schaal kan worden gezien als een eenvoudige maar goed voldoende werkende schaal om de kleur van rivieren, meren, zeeën en oceanen te classificeren. De Forel-Ule-waarnemingen behoren, behalve temperatuur, zoutgehalte en Secchi-diepte, tot de oudste oceanografische parameters die teruggaan tot 1890.

## Citclops-project
Er is een methode ontwikkeld zodat ook het publiek de Forel-Ule-kleurclassificatie toe kan passen, participatieve wetenschap. Dit is gebeurd binnen het Nederlandse Citclops-project; dit (de naam is een woordspeling op Cyclops) is het Citizens’ Observatory for Coast and Ocean Optical Monitoring. Er is een speciale app, de Eye-on-Water colourapp, die door het publiek wordt beheerd. Met een smartphone en deze app  kan iedereen een bijdrage leveren aan het onderzoek naar de kleurveranderingen van natuurlijke wateren. De app faciliteert het verbinden van huidige oceanografische gegevens met die van het verleden.

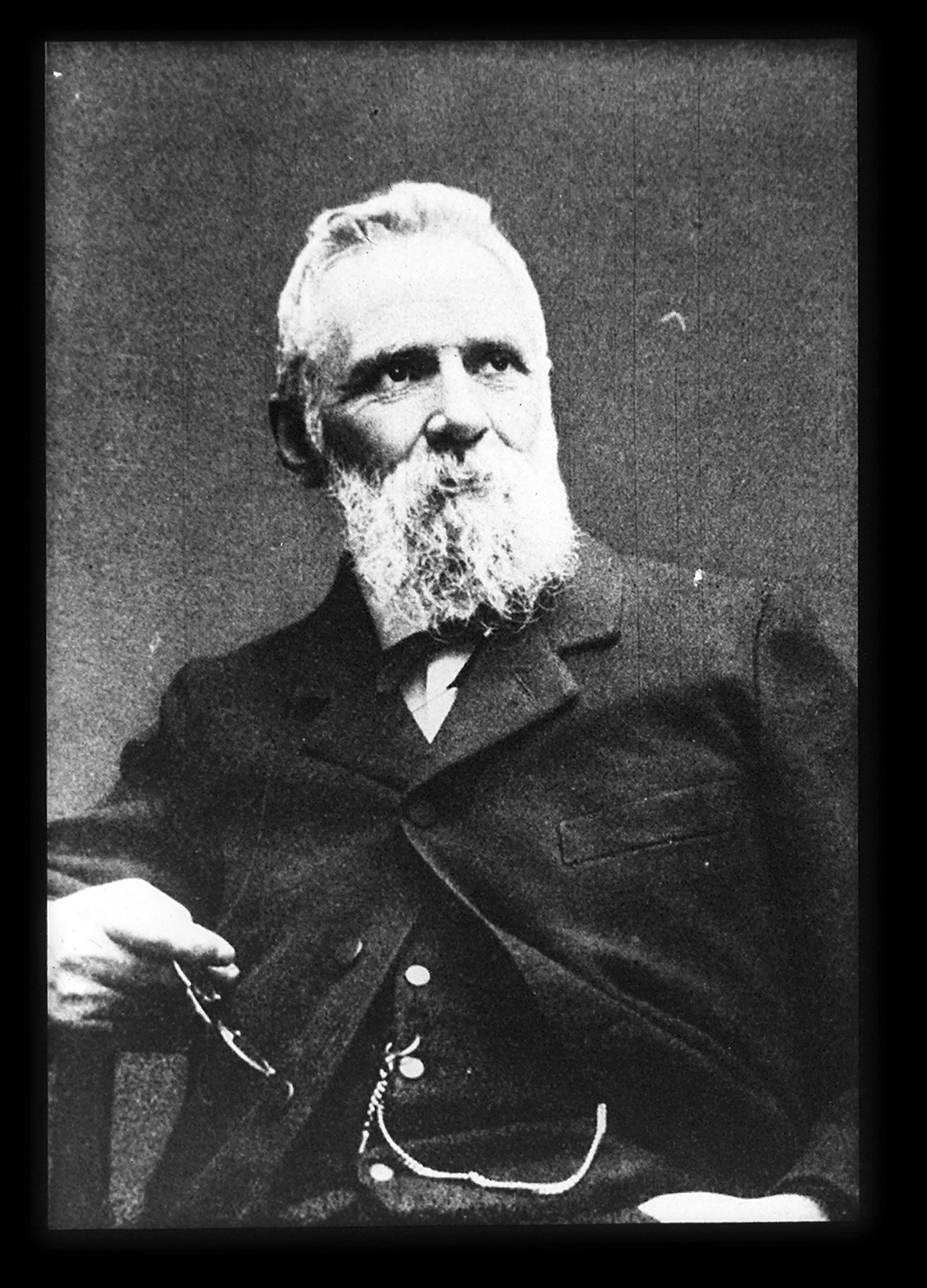
F.A. Forel in 1935
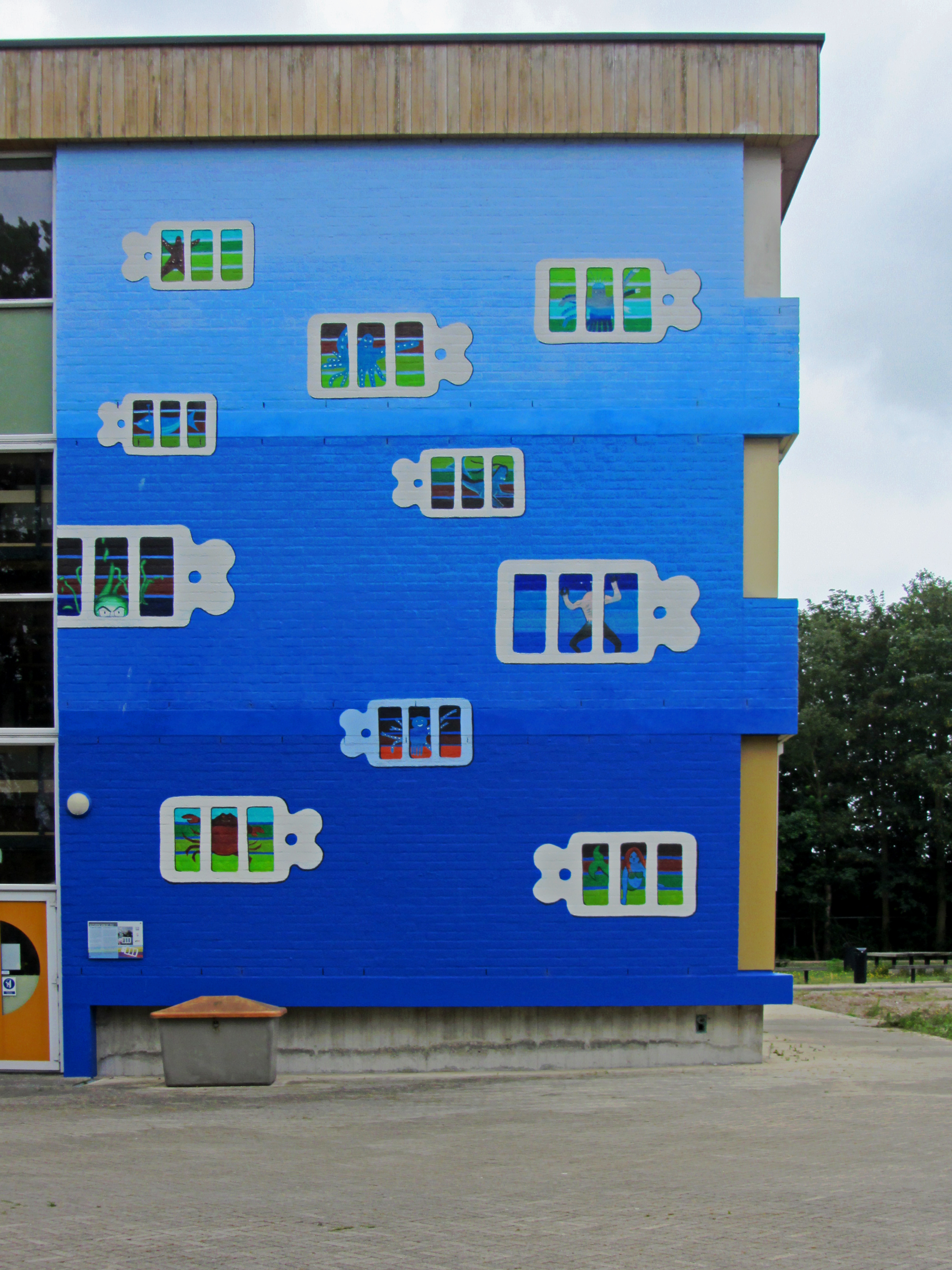
Forel-Ule-schaal als muurschildering
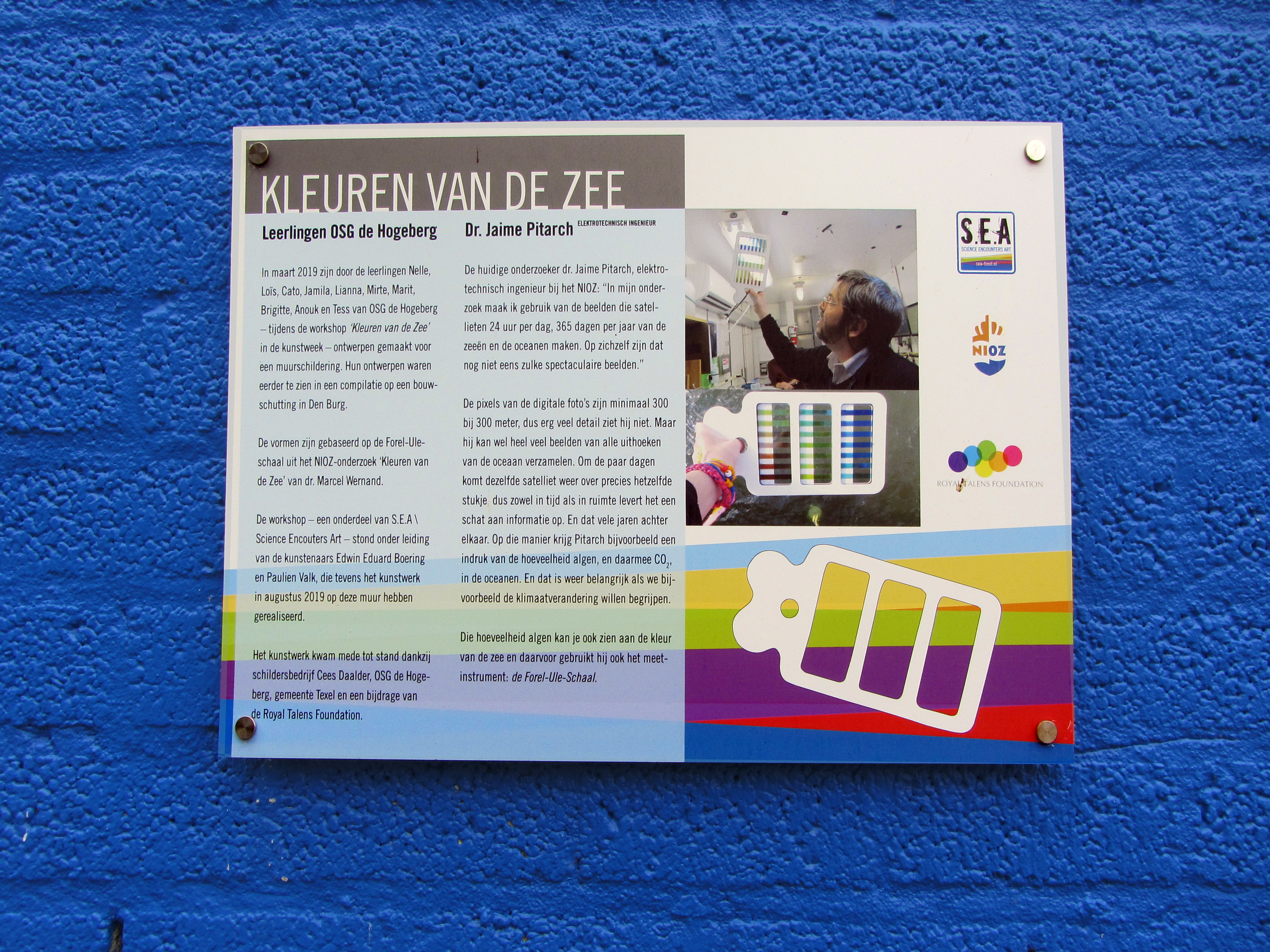
Dr.Jaime Pitarch maakt gebruik van de Forel-Ule-schaal